# Women of questionable morals
Women of questionable morals es el 98vo episodio de la serie de televisión norteamericana Gilmore Girls.

## Resumen del episodio
Queriendo hacer las paces con Rory, Christopher aparece en Yale, pero ella sigue aún molesta con su padre. Él le dice que ahora su padre está enfermo y debe ir a verlo, y que nunca tuvo una buena relación con él, y espera que eso no le suceda a ambos. Emily y Richard descubren a un perro abandonado que resulta ser de un vecino, y se encargan de cuidarlo, mientras consiguen un breve acercamiento. En la cena del viernes, las chicas Gilmore se enteran de la muerte del padre de Christopher; así que Rory va a visitar a su padre y disculparse por la actitud mostrada hacia él durante los últimos meses. También, Lorelai va más tarde a casa de Christopher para pasar la noche y animarlo, pero no le cuenta a Luke a dónde había ido. Por otro lado, con la primera nevada del año, viene también una mala racha para Lorelai, pues todas las cosas le salen mal por culpa de la nieve. Y con un nuevo dato sobre la batalla de la revolución (una prostituta evitó tal batalla), Lulu es la elegida para representarla, sin embargo cuando no puede acudir a la obra, Kirk debe hacer de ese papel, para sorpresa y burla de todos los residentes del pueblo.

## Curiosidades
- ¿Cómo es posible que Lorelai tenga problemas con goteras si es que tiene un segundo piso? ¿No debería ser el problema arriba entonces?

- Datos: Q6168182